# پرامبور
پرامبور (به انگلیسی: Perambur) یک منطقهٔ مسکونی در هند است که در چنای واقع شده‌است.